# Ngawang Namgyal

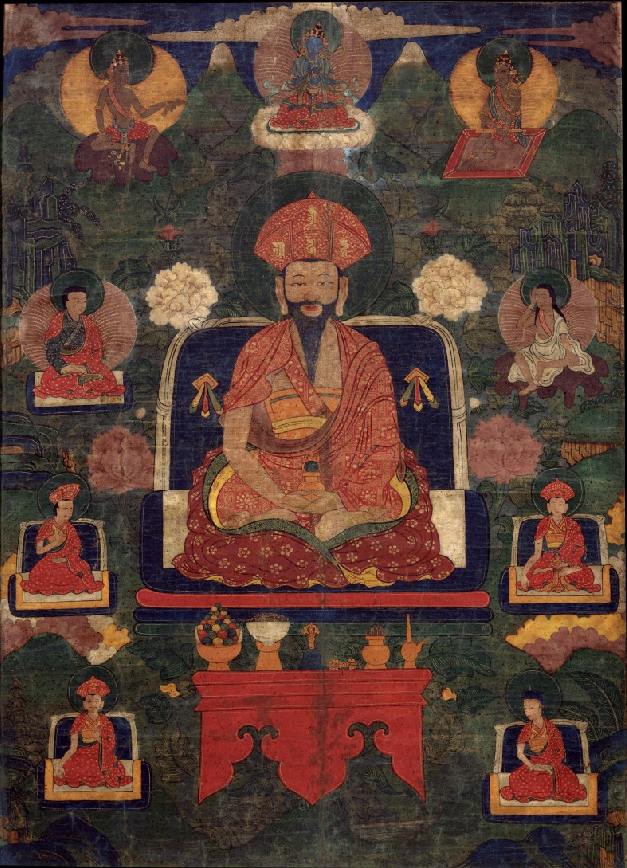
Szabdrung Ngawang Namgyal

Szabdrung Ngawang Namgyal (tyb. ཞབས་དྲུང་ངག་དབང་རྣམ་རྒྱལ་, transliteracja Wyliego: Zhabs-drung Ngag-dbang Rnam-rgyal) (ur. 1594 w Ralung, Tybet, zm. 1651 w Bhutanie) – buddyjski lama i twórca państwa Bhutan. Krzewiciel odrębności kulturowej Bhutańczyków. Pierwszy Wielki Lama (szabdrung) Bhutanu.

## Młodość
Ngawang Namgyal urodził się w klasztorze Ralung, w tybetańskiej prowincji Ü-Tsang. Jego ojcem był Mipham Tenpai Nyima (འབྲུག་པ་མི་ཕམ་བསྟན་པའི་ནྱི་མ་, Brug-pa Mi-pham Bstan-pa’i Nyi-ma), pan przyklasztornej szkoły Drukpa Kagyu. Matką była z kolei Sonam Pelkyi Butri (བསོད་ནམས་དཔལ་གྱི་བུ་ཁྲིད་, Bsod-nams Dpal-gyi Bu-khrid), córka namiestnika Kyisho. Po swoim ojcu, Ngawang Namgyal był w prostej linii potomkiem Tsangpy Gyarego – założyciela szkoły Drukpa Kagyu. Z uwagi na ten fakt, młody Ngwang został intronizowany jako Osiemnasty Drukpa i dziedzic klasztoru Ralung. Został także rozpoznany jako bezpośrednie wcielenie Czwartego tzw. Gyalwang Drukpy (oznacza głowę tradycji Drukpa), zmarłego w 1592 Pemy Karpo (ཀུན་མཁྱེན་པད་མ་དྐར་པོ་, Kun-mkhyen Pad-ma Dkar-po).
Decyzji o intronizacji sprzeciwił się Lhatsewa Ngawang Zangpo, wpływowy zwolennik Pemy Karpo, który chciał doprowadzić do intronizacji Pagsama Wangpo (Dpag-bsam Dbang-po). Był to nieślubny syn Chongje Depa’ego. Zwolennicy Zangpo i Depa’ego intronizowali swojego kandydata w klasztorze Tashi Thongmen. Dla zyskania przewagi, rywale Ngawang Namgyala namówili do poparcia ich kandydata władcę z tybetańskiej rodziny królewskiej Tsangpa (prawdopodobnie był to późniejszy król Karma Phuntsok Namgyal (1587–1620)). Mimo tego, za prawdziwą inkarnację uznawano wciąż Ngawang Namgyala, który był bliżej spokrewniony z Tsangpa Gyare, a w dodatku kontrolował tradycyjny ośrodek szkoły Drukpa Kagyu – klasztor Ralung.
Sytuacja zaczęła się jednak komplikować. Po pewnych nieporozumieniach Tybetańczycy zażądali odszkodowania oraz wydania przez klasztor Ralung relikwii, które następnie miały być przekazane Pagasma Wamgpo’emu. W 1616 aresztowano Ngwang Namgyal w celu wyegzekwowania swoich żądań. W tej sytuacji lama porzucił Ralung i udał się do Bhutanu, aby tam założyć nowy ośrodek religijny.

## Ojciec Bhutanu

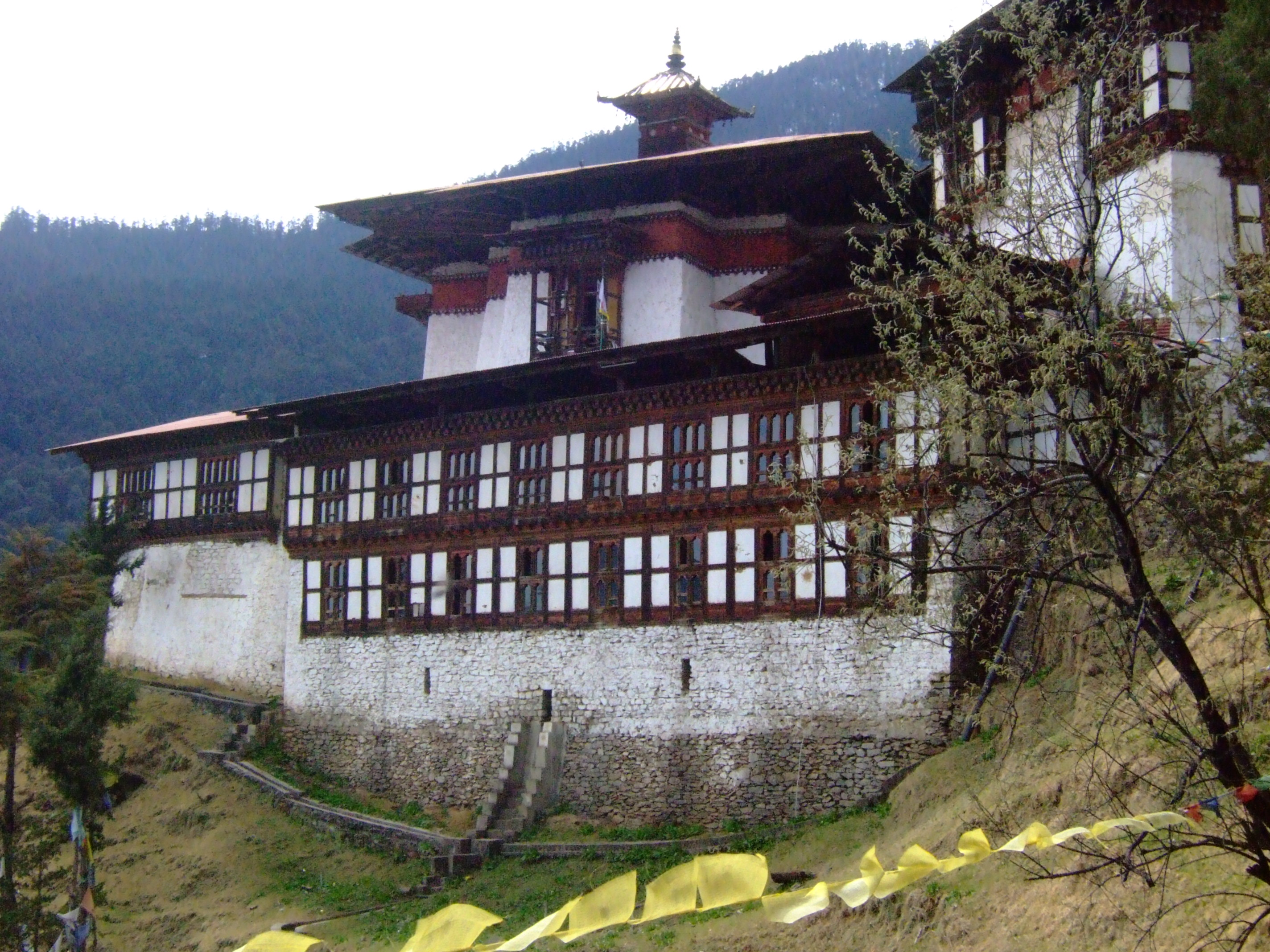
Dzong Chagri, pierwszy klasztor w Bhutanie wzniesiony przez Ngawang Namgyala

Ngwang Namgyal osiadł w pobliżu współczesnego Thimphu. W roku 1620 ukończył budowę dzongu Chagri. W 1629 u wejścia do doliny Timphu wybudował kolejny dzong – Simtokha. Jego strategiczne położenie pozwoliło lamie Namgyalowi kontrolować szlaki pomiędzy Paro i Trongsa, a więc tereny zachodniego i centralnego Bhutanu. Poza jego kontrolą pozostały tylko wschód i część centralnego Bhutanu, znajdujące się pod kontrolą buddystów Ningma. Także inni lamowie byli jednak niezadowoleni z rosnących wpływów nowo przybyłego lamy. Kilku lamów zdecydowało się na współpracę przeciwko Ngwang Namgyalowi. W 1634 Ngawang Namgyal odniósł jednak świetne zwycięstwo w bitwie Pięciu Lamów nad przeciwnikami i wspierającymi ich Tybetańczykami. Zwycięstwo to uznaje się za definitywne zjednoczenie państwa.
W 1639 Tybet ostatecznie uznał odrębność Bhutanu z szabdrungiem Namgyalem na czele.

## Goście z Europy
W 1627 do domeny Ngwang Namgyala przybyli pierwsi Europejczycy, jezuici z Portugalii: João Cabral i Estêvão Cacella. Opisali oni szabdrunga Namgyala jako człowieka współczującego, energicznego oraz inteligentnego. Zwrócili także uwagę, że lubił sztukę oraz pisarstwo. Także sam władca odnosił się niezwykle życzliwie do gości i niechętnie zezwolił im na wyjazd. Portugalczycy jednak koniecznie chcieli się udać do Tybetu, poszukiwali bowiem kościoła nestoriańskiego, który miał trwać w Azji, na co dowody znalazł Nicolas Trigault w 1625 lub 1626 (zob. Stela z Xi’an).

## Reforma ustroju
Ngwang Namgyal, wzorując się na systemie prawnym w klasztorach Ralung i Cheri, wprowadził w Bhutanie kodeks prawny, tzw. Tsa Yig oraz system dwuwładzy: nad świecką kontrolę miał sprawować tzw. Druk Desi, a nad religijną Je Khenpo. System ten przetrwał aż do początków XX w., a z pewnymi zmianami funkcjonuje do dziś.

## Śmierć
Pierwszy Wielki Lama Bhutanu zmarł w 1651. Zamiast prawowitego następcy, władzę w państwie przejęli lokalni ministrowie-gubernatorzy dzongów, tzw. penlopowie. W obawie przed powrotem do rozdrobnienia państwa na słabe księstewka zataili oni śmierć Namgyala aż na 54 lata. W tym czasie wydawali oni rozkazy w imieniu szabdrunga i twierdzili, że przedłuża ciche medytacje. Było to o tyle uzasadnione, że podobne medytacje prowadził także krótko przed wizytą jezuitów w 1627.
Obecnie, śmierć Ngwang Namgyala jest obchodzona jako święto narodowe Bhutanu każdego roku 10 dnia 4 miesiąca kalendarza tybetańskiego.